# Egton with Newland
Egton with Newland is een civil parish in het bestuurlijke gebied South Lakeland, in het Engelse graafschap Cumbria. In 2001 telde het dorp 898 inwoners.